# Gyrocotyloides nybelini
Gyrocotyloides nybelini är en plattmaskart som beskrevs av Fuhrman 1931. Gyrocotyloides nybelini ingår i släktet Gyrocotyloides och familjen Gyrocotylidae. Inga underarter finns listade i Catalogue of Life.